# Tour Azadi
La tour Azadi ou mémorial des rois (en persan : برج آزادی, Borj-e Āzādi) est l'un des symboles de la ville de Téhéran, la capitale de l'Iran.

## Construction

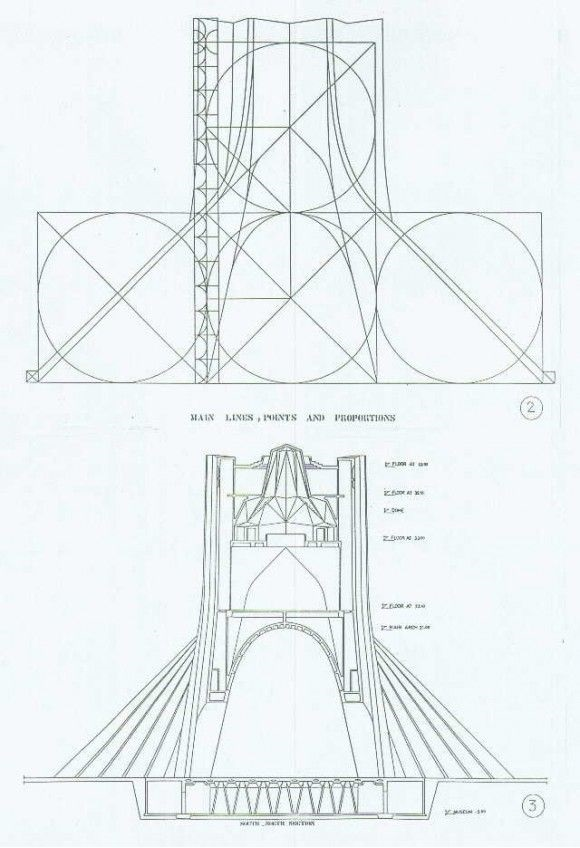
Plans de la tour Azadi.

Conçue par l'architecte Hossein Amanat qui gagne le projet en 1966 à l'âge de 24 ans, la tour marie les styles architecturaux sassanides et islamiques,. Elle mesure 45 m de haut et est entièrement recouverte de quelque 25 000 plaques de marbre blanc d'Ispahan.
Un musée et quelques fontaines se trouvent sous la tour, située sur la place Azadi qui possède une superficie de 50 000 m2 (5 hectares).

## Histoire
La tour est inaugurée le 16 octobre 1971 pour la célébration du 2 500e anniversaire de l'Empire perse. Elle s'appelait à l'origine la tour Shahyād (persan : شهیاد), ce qui signifie « mémoire des Rois ». Elle a été renommée Azadi (« liberté ») après la Révolution de 1979.

## Musée
L'entrée de la tour, située directement sous la voûte principale, mène au musée Azadi. Une des pièces principales de la collection est une copie du cylindre de Cyrus (l'original se trouve au British Museum). La traduction des inscriptions cunéiformes du cylindre est écrite en lettres dorées sur le mur de l'une des galeries menant au département audiovisuel du musée.
À l'opposé se trouve une plaque énumérant douze mesures de la Révolution blanche.

## Galerie

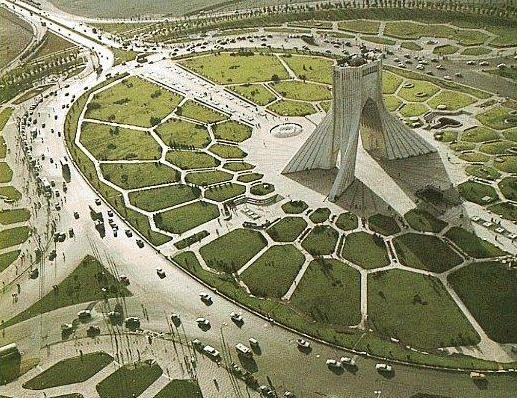
Le square Azadi en 1971.
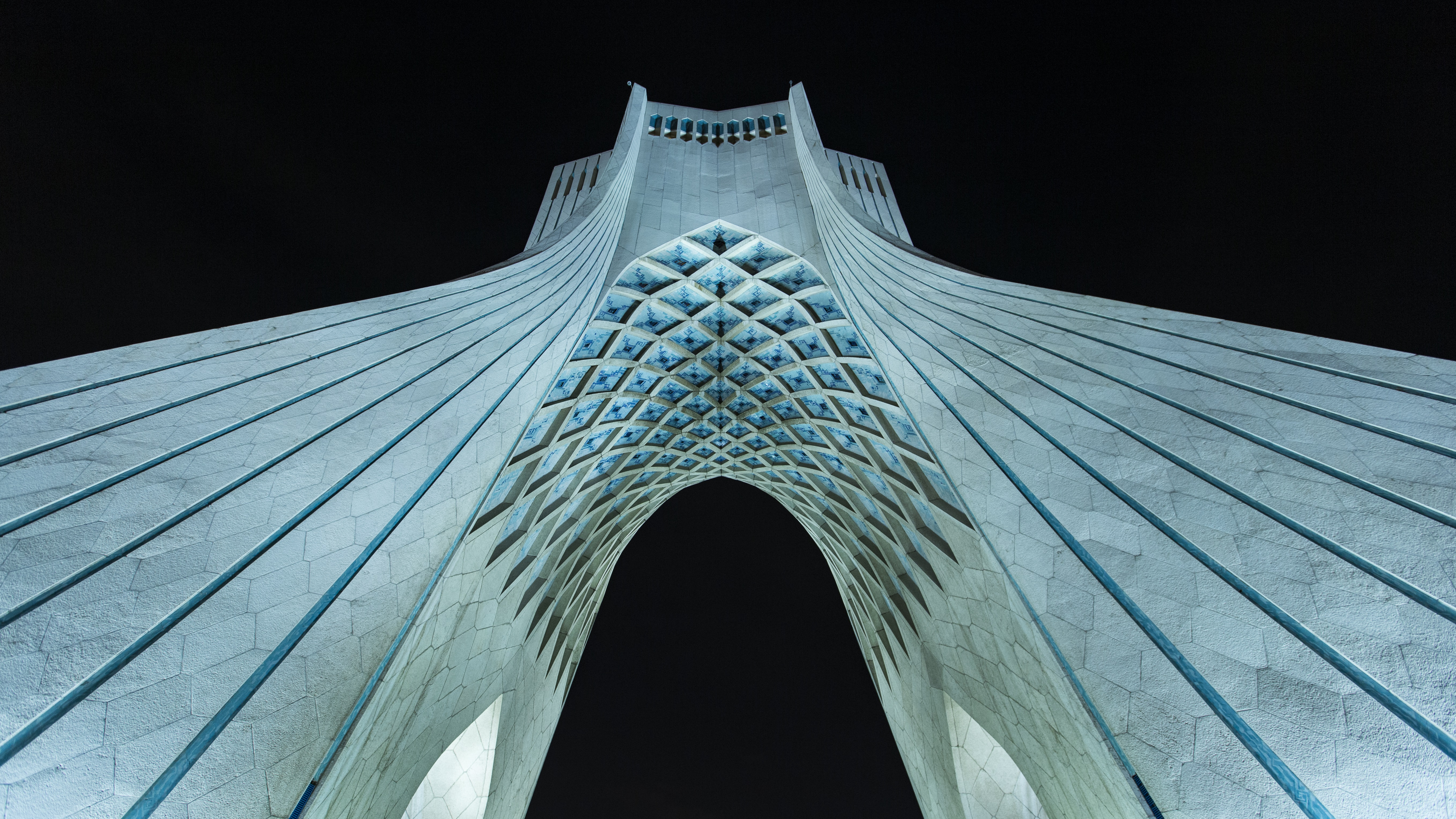
La tour Azadi de nuit en contre-plongée.
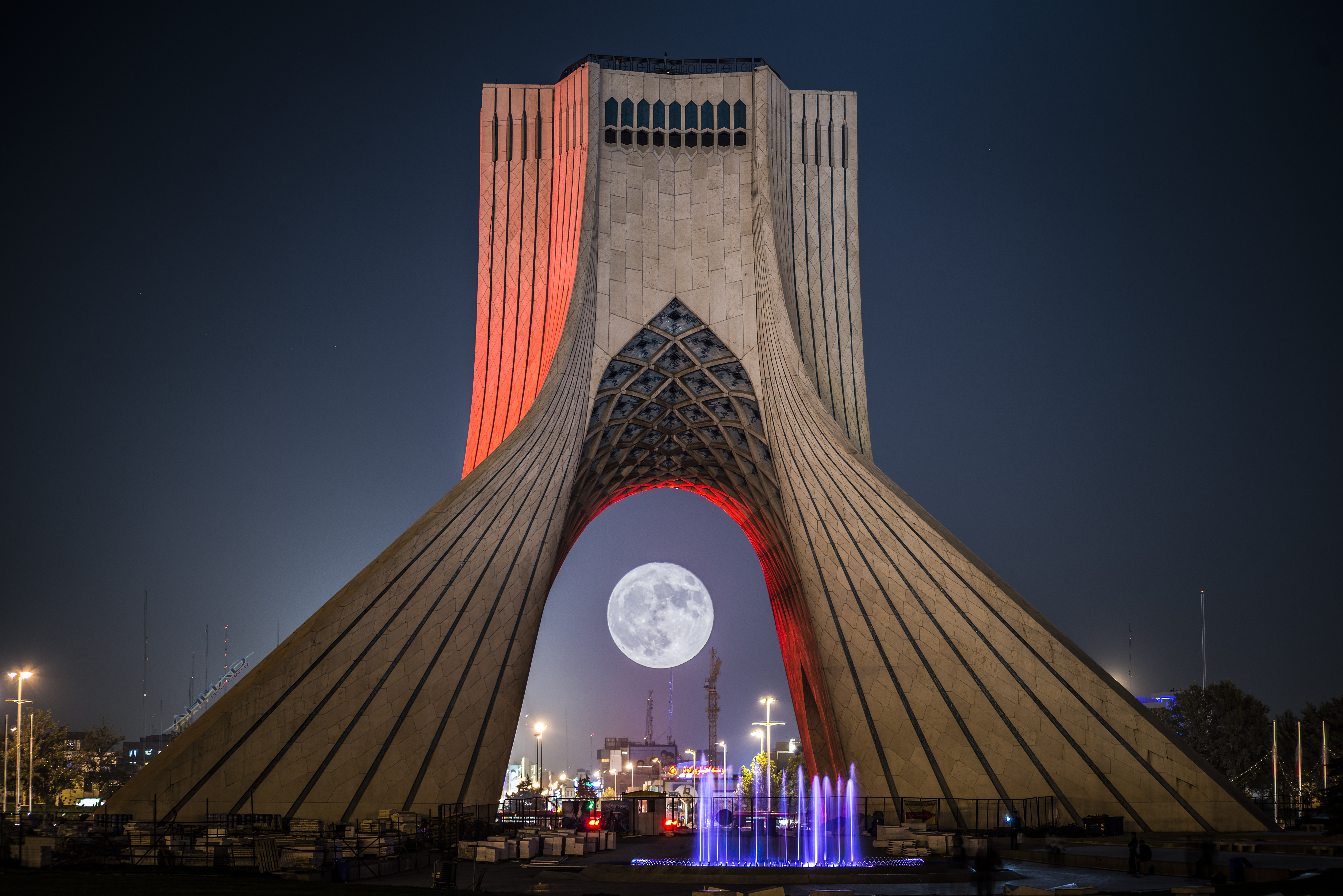
La tour Azadi lors d'une pleine lune.
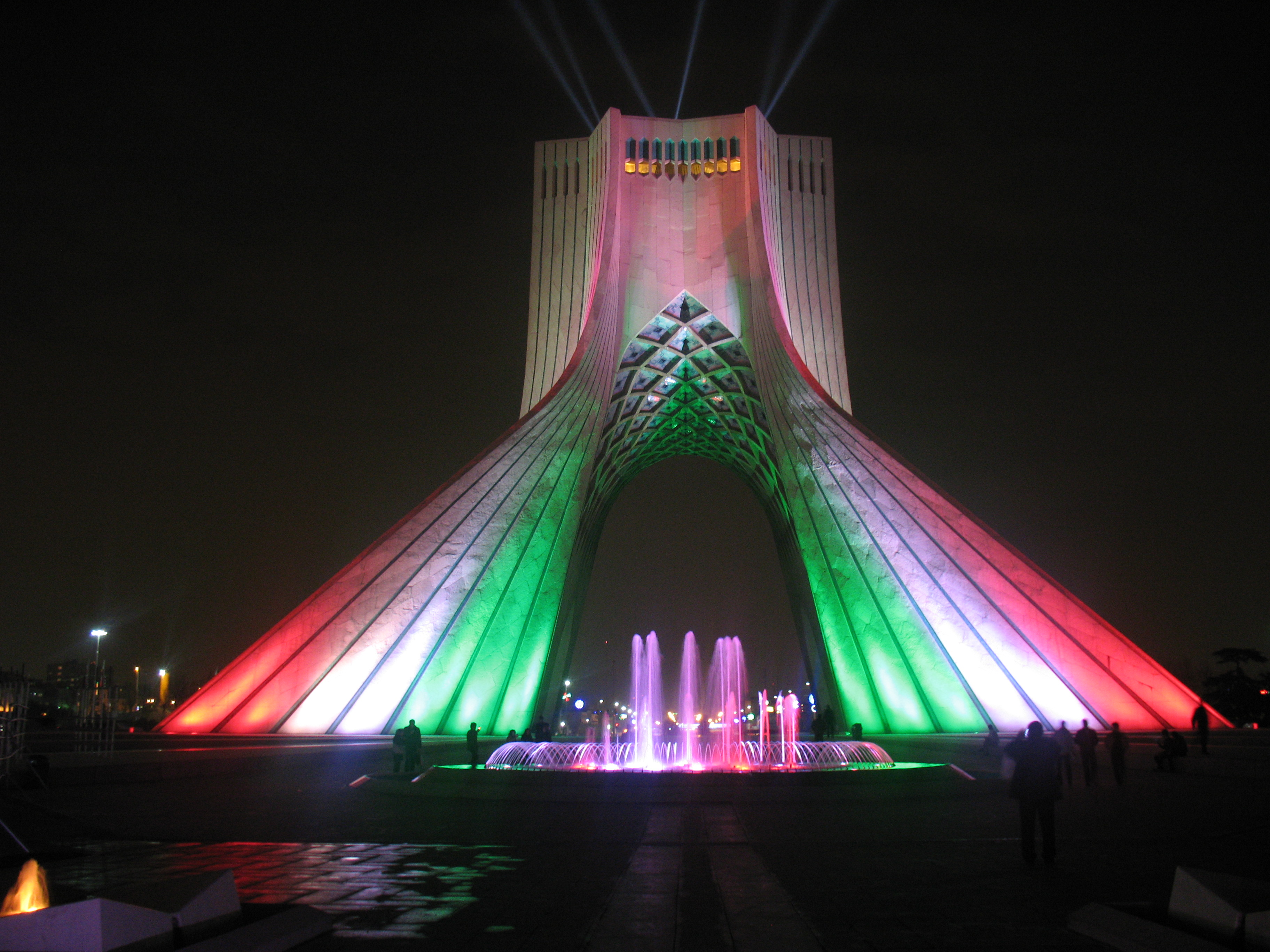
La tour Azadi aux couleurs du drapeau iranien.
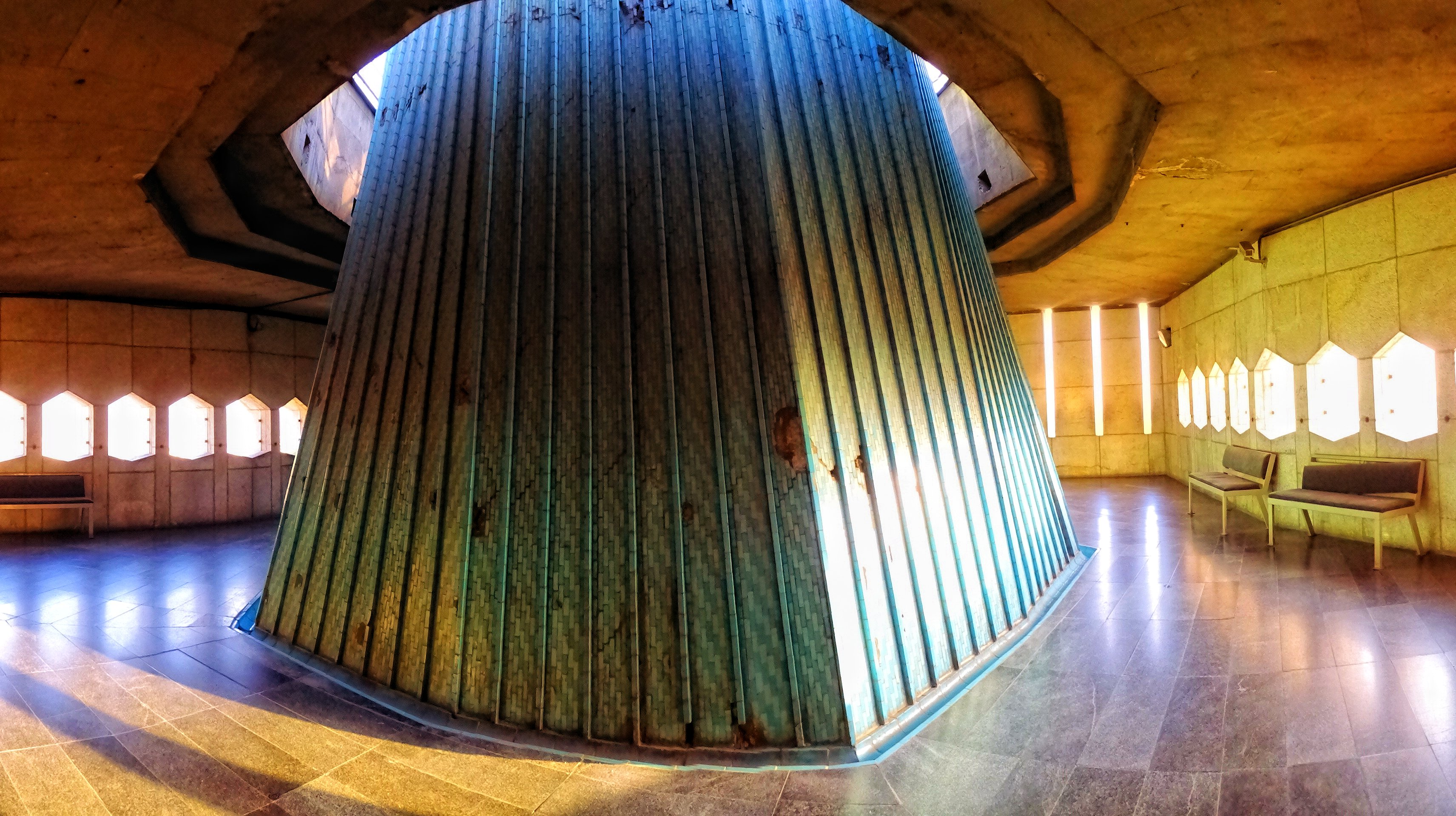
Étage d'observation de la tour Azadi.
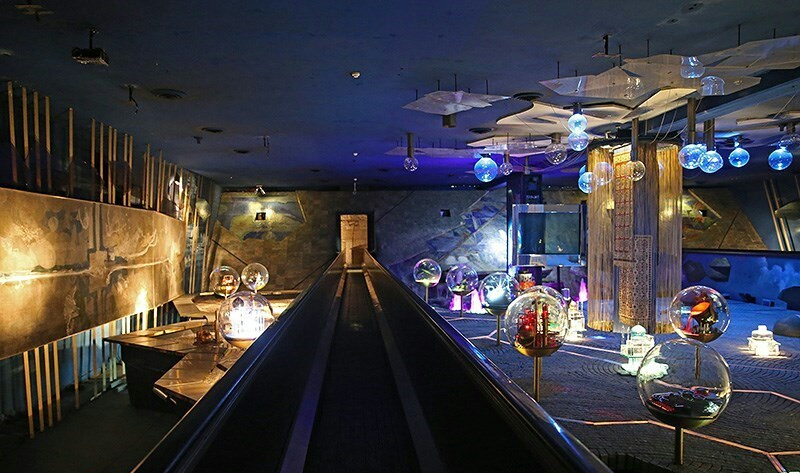
Intérieur du musée Azadi.
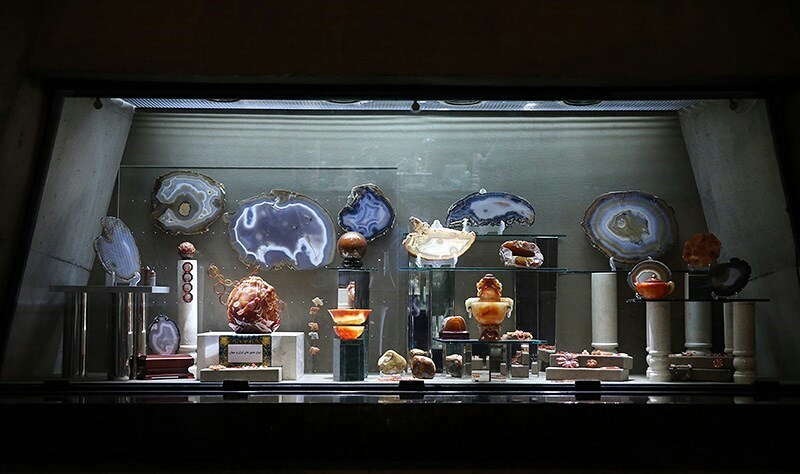
Intérieur du musée Azadi.
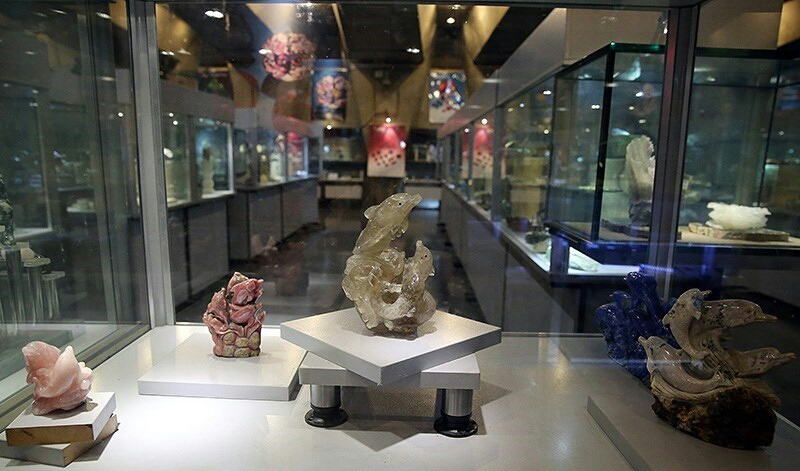
Intérieur du musée Azadi.
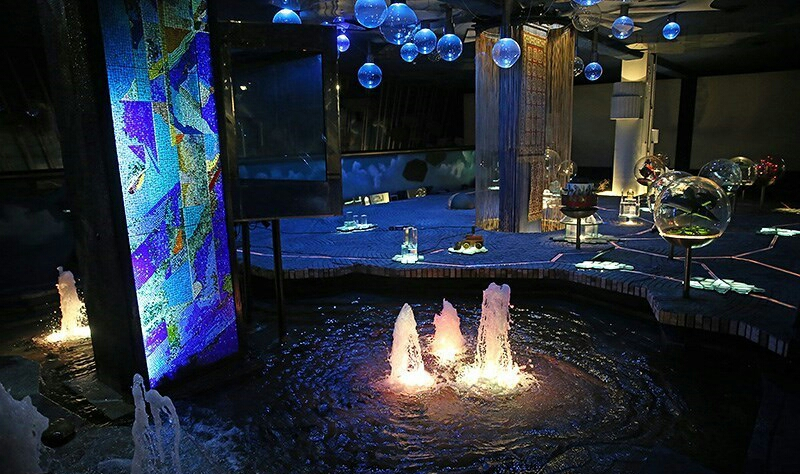
Intérieur du musée Azadi.
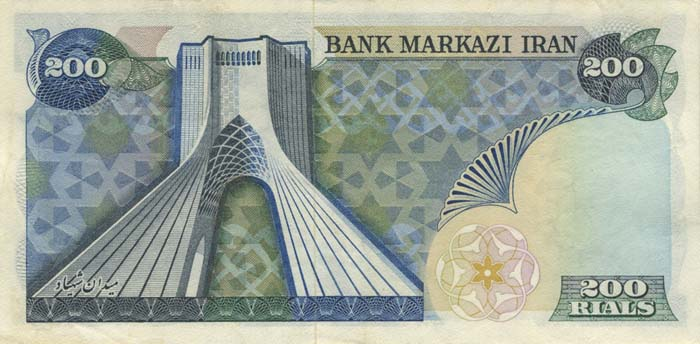
La tour Azadi sur le revers d'un billet de banque de 200 rials iraniens de 1974.
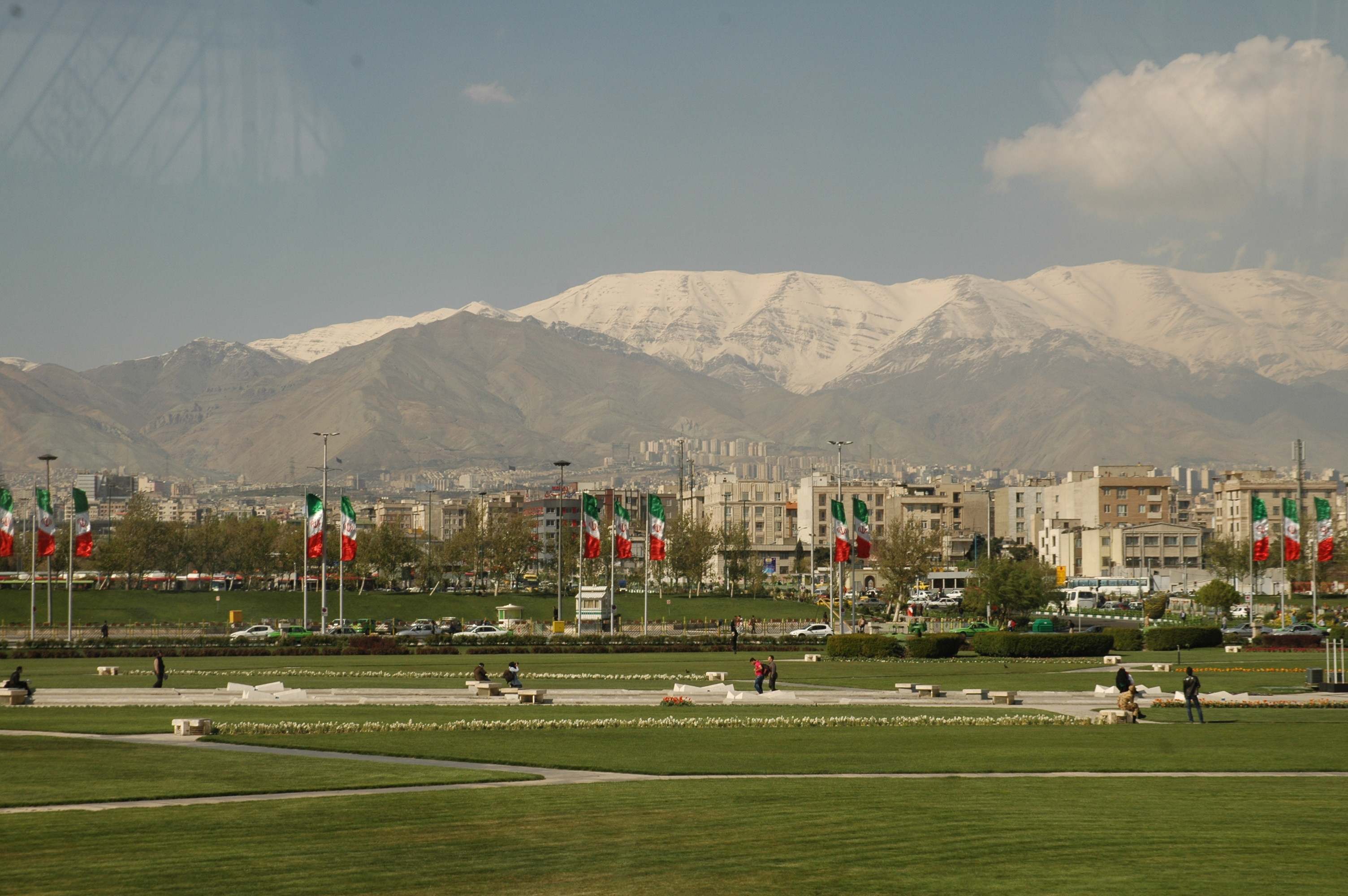
La place Azadi
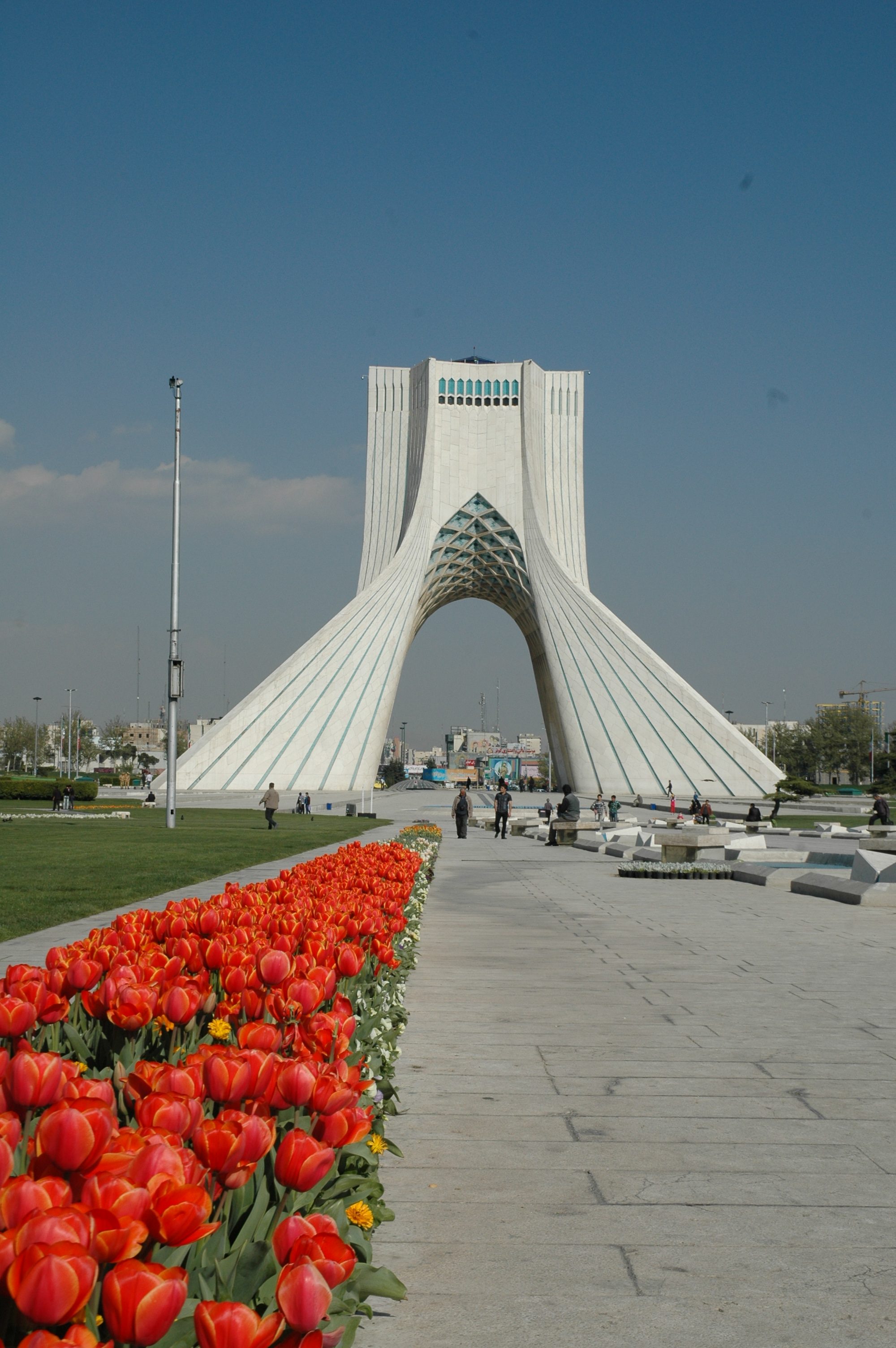
La Tour Azadi sur la Place Azadi
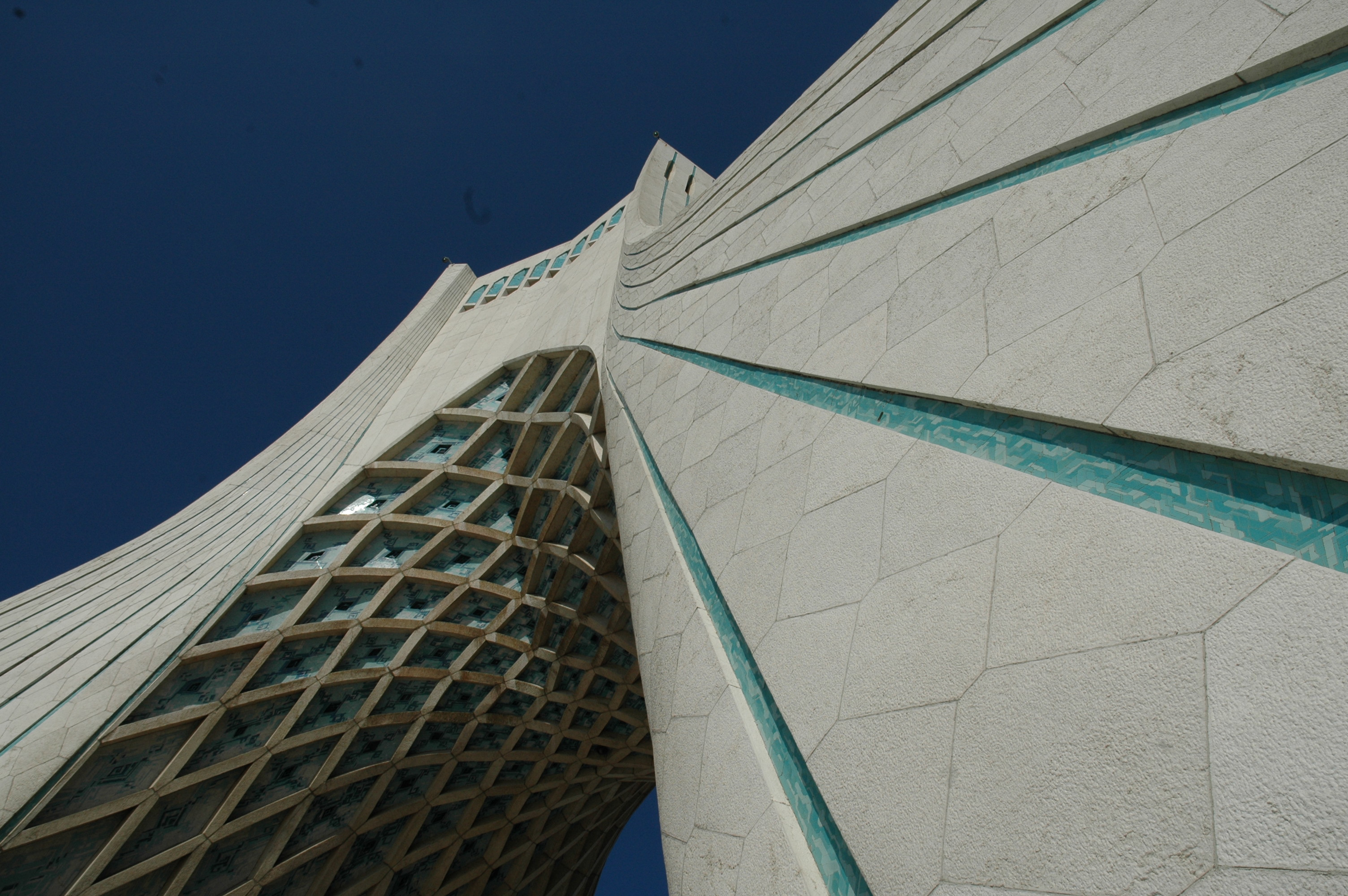
La Tour Azadi d'en bas
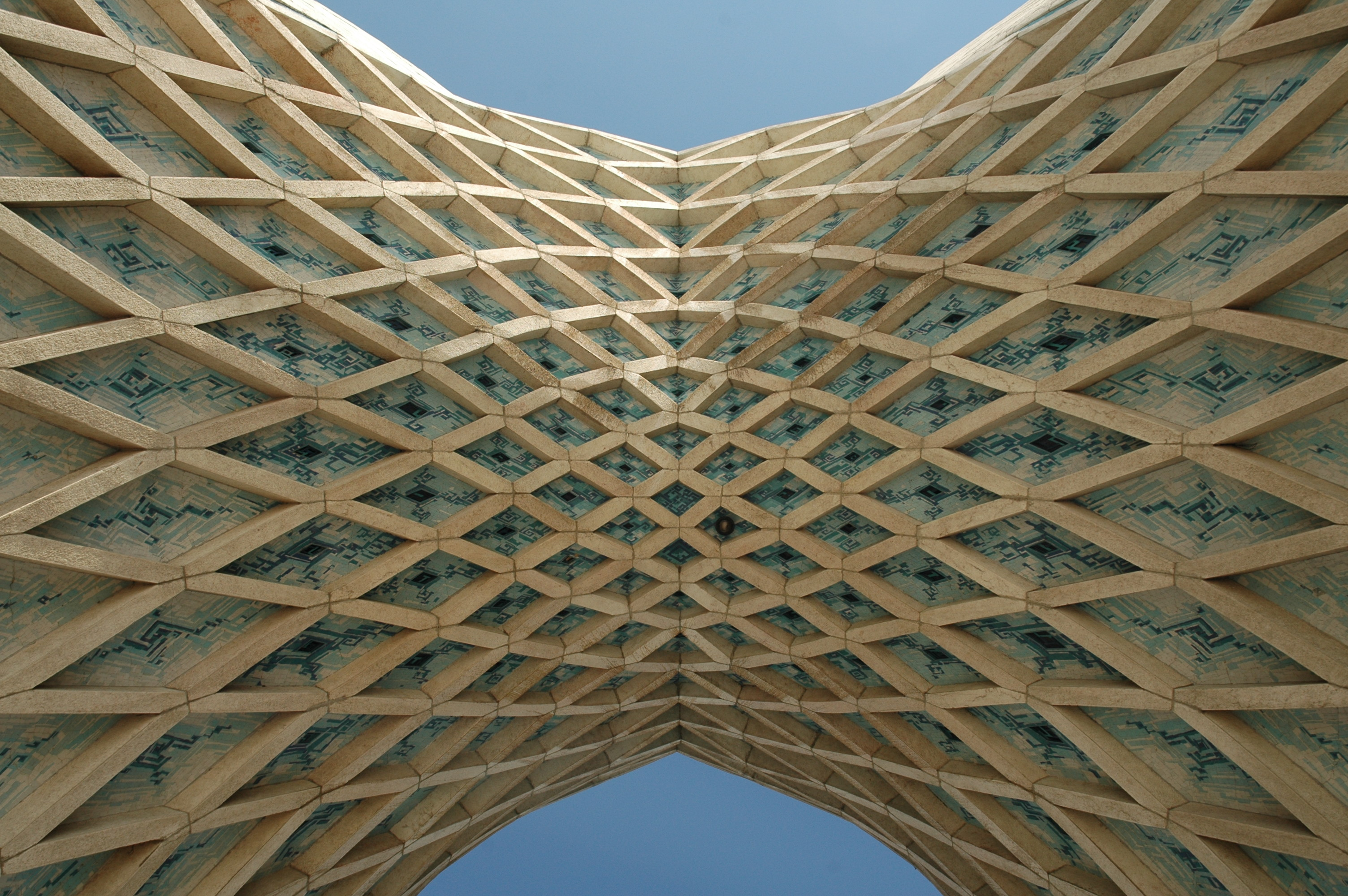
Détail architectural de la Tour Azadi